# Đinh Triệu Trung
Đinh Triệu Trung (tiếng Trung: 丁肇中; pinyin: Dīng Zhàozhōng; Wade-Giles: Tin Chao-chung), tên tiếng Anh Samuel Chao Chung Ting sinh ngày 27.1.1936 là nhà vật lý người Mỹ gốc Trung Quốc đã đoạt Giải Nobel Vật lý năm 1976 (chung với Burton Richter) cho công trình phát hiện hạt hạ nguyên tử meson J/ψ.
Ông là nhà nghiên cứu chính cho việc thí nghiệm Máy đo phổ từ Alpha trị giá 1,5 tỷ dollar Mỹ lắp đặt trên Trạm vũ trụ Quốc tế ngày 19.5.2011.

## Cuộc đời và sự nghiệp
Ông sinh ngày 27.1.1936 tại Ann Arbor, Michigan, Hoa Kỳ, là con của Đinh quan Hải (丁觀海) và Vương tuấn Anh (王雋英), đều là sinh viên đã tốt nghiệp ở Đại học Michigan. Quê nội ông ở huyện Nhật Chiếu tỉnh Sơn Đông, Trung Quốc.
Sau khi sinh ông 2 tháng, cha mẹ ông đưa ông về Trung Quốc. Do chiến tranh Trung-Nhật, việc học của ông bị gián đoạn, nên ông được cha mẹ dạy ở nhà. Sau chiến tranh, cha mẹ ông trở thành giáo sư khoa học kỹ thuật và tâm lý học ở Đại học quốc lập Đài Loan (國立臺灣大學) tại Đài Bắc, Đài Loan. Từ năm 1948, ông vào học trường trung học Kiến Quốc (建國中學) nổi tiếng ở Đài Bắc. Sau khi tốt nghiệp, ông vào học 1 năm ở Đại học Quốc lập Thành Công (國立成功大學), thành phố Đài Nam.
Năm 1956, ông được mời sang học ở Đại học Michigan. Ông đến Michigan với $100 và vốn liếng tiếng Anh rất ít. Tại đây, ông học Khoa học kỹ thuật, Toán học và Vật lý học. Ông đậu bằng cử nhân toán học và vật lý năm 1959, và bằng tiến sĩ vật lý năm 1962. Năm 1963, ông làm việc trong "Tổ chức Nghiên cứu hạt nhân châu Âu", sau này trở thành CERN. Từ năm 1965, ông giảng dạy ở Đại học Columbia và làm việc tại Deutsches Elektronen-Synchrotron (Máy gia tốc điện tử quay vòng của Đức) ở Đức. Từ năm 1969, ông làm giáo sư ở Học viện Công nghệ Massachusetts.

## Giải Nobel
Năm 1976, Đinh Triệu Trung được trao Giải Nobel Vật lý chung với Burton Richter của Stanford Linear Accelerator Center, cho công trình phát hiện hạt hạ nguyên tử meson J/ψ. Theo lời của Ủy ban Nobel, thì họ được chọn để trao giải này "cho công trình tiên phong của họ trong khám phá một hạt cơ bản nặng thuộc loại mới". Khám phá này được thực hiện năm 1974 khi Ts. Trung lãnh đạo một đội nghiên cứu ở Phòng thí nghiệm quốc gia Brookhaven khảo sát các chế độ làm việc mới của Vật lý hạt năng lượng cao.
Ông là người đầu tiên đọc bài diễn văn nhận giải Nobel bằng tiếng Quan thoại. Mặc dù trước đây đã có những người gốc Trung Quốc đoạt giải Nobel (Lý Chính Đạo và Dương Chấn Ninh), nhưng chưa ai đọc phát biểu nhận giải bằng tiếng Trung Quốc. Trong bài diễn văn trên, ông đã nhấn mạnh tầm quan trọng của công trình thực nghiệm cũng ngang công trình lý thuyết.

## Máy đo phổ từ Alpha
Năm 1995, không lâu sau khi hủy bỏ dự án Superconducting Super Collider (Máy gia tốc siêu va chạm siêu dẫn) đã khiến cho các khả năng thí nghiệm Vật lý năng lượng cao trên Trái Đất giảm đi rất nhiều, Ts. Trung đã đề xuất phương án Máy đo phổ từ Alpha, một máy dò tia vũ trụ đặt trên không gian. Đề nghị này được chấp thuận, ông trở thành nhà nghiên cứu chính và từ đó đã chỉ đạo việc triển khai dự án. Một máy nguyên mẫu - AMS-01 – đã được chở và thử trên tàu con thoi chuyến bay STS-91 năm 1998. Máy chính - AMS-02 – sau đó đã được lên kế hoạch sẽ chở trên tàu con thoi và lắp ráp vào Trạm vũ trụ Quốc tế.
Dự án này tiêu tốn 1,5 tỷ dollar Mỹ với sự tham gia của 500 nhà khoa học từ 56 cơ quan, viện và 16 quốc gia. Sau Tại nạn tàu con thoi Columbia năm 2003, NASA tuyên bố là tàu con thoi sẽ ngưng hoạt động năm 2010 và rằng AMS-02 không có tên trong bảng kê khai hàng sẽ chở trên các chuyến bay của tàu con thoi còn lại. Ts. Trung đã buộc phải vận động ngoài hành lang Quốc hội Hoa Kỳ và chính quyền để có được một chuyến bay thêm của tàu con thoi dành cho dự án trên. Cũng trong thời gian này, ông phải xử lý nhiều vấn đề kỹ thuật trong chế tạo và quy định phẩm chất mô-đun không gian cho máy dò cực kỳ nhạy cảm và tinh vi. AMS-02 đã được chở thành công trên chuyến bay STS-134 của tàu con thoi ngày 16.5.2011 và được lắp ráp trên Trạm vũ trụ Quốc tế ngày 19.5.2011.

## Đời tư
Năm 1960 ông kết hôn với Kay Kuhne. Họ có hai người con gái: Jeanne Ting Chowning và Amy Ting. Jeanne là giám đốc giáo dục của Hiệp hội nghiên cứu Y sinh học Tây Bắc (Hoa Kỳ)., còn Amy là một nghệ sĩ. Năm 1985 ông lại kết hôn với Dr. Susan Carol Marks, và họ có một con trai: Christopher,hiện nay là sinh viên luật năm thứ nhất ở University of Michigan Law School.

## Giải thưởng và Vinh dự
- Viện sĩ Viện hàn lâm Khoa học và Nghệ thuật Hoa Kỳ, từ 1975
- Viện sĩ Academia Sinica (Viện hàn lâm Trung Quốc = Trung ương nghiên cứu viện), Đài Loan, từ 1975
- Giải Ernest Orlando Lawrence của chính phủ Hoa Kỳ, 1976
- Giải Nobel Vật lý, 1976
- Viện sĩ Viện hàn lâm Khoa học quốc gia Hoa Kỳ, 1977
- Huy chương Eringen, 1977
- Viện sĩ nước ngoài Viện hàn lâm Khoa học Pakistan, từ 1984
- Giải DeGasperi, của chính phủ Ý, 1988
- Giải Leopard Vàng của thành phố Taormina, Ý, 1988
- Huy chương vàng (Khoa học) của thành phố Brescia, Ý, 1988
- Viện sĩ nước ngoài Viện Hàn lâm Khoa học Liên Xô, 1989
- Viện sĩ nước ngoài Viện hàn lâm Khoa học Hungary, 1993
- Viện sĩ nước ngoài Viện hàn lâm Khoa học Trung Quốc, 1994
- Viện sĩ nước ngoài Viện Hàn lâm Khoa học Nga, 1995
- Viện sĩ Viện hàn lâm Khoa học Leopoldina, 1996
- NASA Public Service Award, 2001.

### Tiến sĩ danh dự
- Đại học Michigan, Hoa Kỳ, 1978
- Đại học Hồng Kông, Hồng Kông, 1987
- Đại học Bologna, Ý, 1988
- Đại học Columbia, New York, 1990
- Đại học Khoa học và Công nghệ Trung Quốc, Bắc Kinh, 1990
- Đại học quốc gia Moskva, Nga, 1991
- Đại học Bucharest, Romania, 1993
- Đại học Thanh Hoa, Trung Quốc, 2002
- Đại học Giao thông quốc gia, Đài Loan, 2003.

## Xuất bản phẩm
- (chung với S. J. Brodsky) "Timelike Momenta In Quantum Electrodynamics," Columbia University, United States Department of Energy (through predecessor agency the Atomic Energy Commission), (December 1965).
- "Hadron and Photon Production of J Particles and the Origin of J Particles," Massachusetts Institute of Technology, International Conference on High Energy Particle Physics, Palermo, Sicily, Italy, (ngày 23 tháng 6 năm 1975).